# Desfile de la Victoria de Londres de 1946

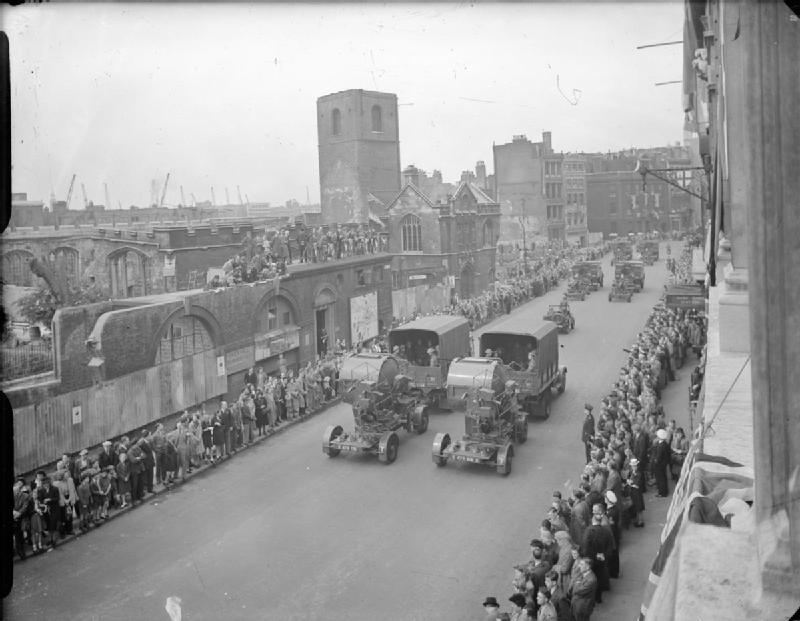
Instantánea del desfile.

El desfile de la Victoria de Londres de 1946 fue un desfile militar celebrado por las Fuerzas Armadas británicas (junto con representantes de ejércitos aliados de Bélgica, Reino de Grecia, Francia, Países Bajos y Estados Unidos entre otros) tras la victoria aliada sobre la Alemania nazi y Japón en la Segunda Guerra Mundial. Tuvo lugar en Londres el 8 de junio de 1946 ante miles de espectadores y observadores.